# バタフライエフェクト (シドの曲)
「バタフライエフェクト」は、シドのメジャー22枚目のシングル。2017年5月10日にキューンミュージックから発売された。

## 概要
初回限定盤A、初回限定盤B、通常盤の3形態で発売された。特典として限定盤AのDVDには「バタフライエフェクト」MVとフォトセッションとMVメイキング映像が収録。限定盤BのDVDには表題曲のMVとスペシャルインタビュー映像が収録されている。
購入特典として「バタフライエフェクト」 B3ポスター（全5種）がプレゼントされた。

## 収録曲
作詞：マオ / 作曲：ゆうや
1. バタフライエフェクト
2. バタフライエフェクト –Instrumental-